# Мальтійський скудо
Мальтійський скудо (італ. Scudo maltese, мальт. Skud Malti) — велика срібна монета типу талер. Скудо є офіційною валютою Суверенного військового Мальтійського ордену та був валютою Мальти під час правління Ордену над Мальтою, яке закінчилося в 1798 році. Скудо = 12 тарі = 240 грано. До 1777 карбувалися також монети в пікколі (грано = 6 пікколі).

## Історія
Карбування монет Ордена розпочато в 1318 році, незабаром після захоплення Родоса. Перша відома монета — срібний гросо вагою близько 4 г. Приблизно через 50 років розпочато карбування золотих цехінів. Перші монети були наслідуванням монет інших держав (Провансу та Венеції).
Після 1500 року монети Ордену придбали власні відмітні ознаки — зображення святого Івана Хрестителя, герб Великого магістра. При Великому магістрі Жані де ла Валетті (1557—1568) на монетах з'явився знак Ордена у вигляді восьмиконечного хреста.

Протягом століть поліпшувалася техніка виготовлення монет, зовнішній вигляд орденських монет удосконалювався і після грошової реформи, проведеної гросмейстером фра Антоніо Маноелем де Вілхена (1722—1736), монети отримали елегантний вигляд.

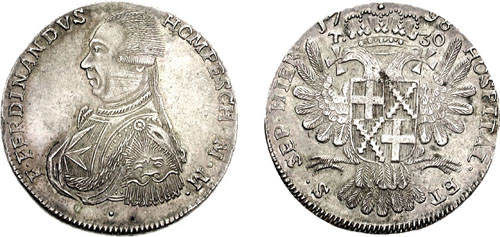
Монета 30 тарі 1798 року

Після втрати острова Мальта у 1798 році Орден припинив карбування своїх монет. Монети Ордену залишалися в обігу на Мальті в період французької окупації, а також після захоплення острова британськими військами. У 1825 році, при введенні на острові англійської грошової системи, фунт стерлінгів був прирівняний до 12 скудо. У листопаді 1827 британські мідні монети оголошені єдиним законним платіжним засобом, мідні монети Ордену вилучалися з обігу. Використання орденської грошової системи було на Мальті настільки звичним, що з 1827 по 1913 рік для Мальти карбувалися монети в ⅓ фартинга (1/12 пенні), рівні 1 грано. У жовтні 1855 фунт стерлінгів був оголошений єдиним законним платіжним засобом на Мальті, проте в обігу продовжували використовувати золоті і срібні монети Ордену. Їх використання припинилося тільки до листопада 1886.
У 1961 році Орден відновив карбування монет за старою монетною системою. У 1961 році монети чеканилися в Римі, в 1962 році — в Парижі, в 1963 році — в Ареццо. З 1964 року монети карбуються Монетним двором Мальтійського ордена. Сьогодні карбуються бронзові монети номіналом 10 грано, срібні 9 тарі а також 1 і 2 скудо та золоті 5 і 10 скудо.
Валютний курс мальтійського скудо є прив'язаним до Євро на рівні 1 скудо = 0,24 євро або 1 тарі = 0,02 євро. Мальтійський скудо є законним платіжним засобом лише всередині Ордену, для зовнішніх розрахунків використовується Євро.